# Комблен-о-Пон
Комбле́н-о-Пон (фр. Comblain-au-Pont, валлон. Comblin-å-Pont) — коммуна в Валлонии, расположенная в провинции Льеж, округ Льеж. Принадлежит Французскому языковому сообществу Бельгии. На площади 22,68 км² проживают 5372 человека (плотность населения — 237 чел./км²), из которых 47,54 % — мужчины и 52,46 % — женщины. Средний годовой доход на душу населения в 2003 году составлял 11 068 евро.
Почтовые коды: 4170, 4171. Телефонный код: 04.